# Российское побережье Японского моря
Российское побережье Японского моря находится на юге Тихоокеанского побережья России. К нему примыкают Приморский край, юго-восток Хабаровского края и юго-запад Сахалинской области. С юга побережье ограничено устьем пограничной реки Туманная, по которой проходит граница России и КНДР. На севере и востоке граничит с побережьем Охотского моря — на севере по проливу Невельского, на востоке по проливу Лаперуза. Общая протяжённость береговой линии от устья реки Туманная до мыса Крильон составляет 3900 км.
Отличительными чертами побережья являются:
1. По сравнению с Черноморским побережьем России — бо́льшая протяжённость, более холодная вода, большее число дней со штормовой погодой и высокими волнами, меньшая продолжительность купального сезона, менее развитая сфера туристических услуг, меньшая плотность отдыхающих, спокойная межэтническая обстановка.
2. По сравнению с Балтийским взморьем — более разнообразные ландшафты, от песчаных пляжей до скалистых четырёхсотметровых обрывов, от бамбуковых зарослей до темнохвойной тайги, более солёная и прозрачная вода в море. В отличие от западных регионов страны, лето на берегу Японского моря — сезон тайфунов, туманов и проливных дождей. Вместе с тем, из-за высокого положения солнца над горизонтом, солнечные ожоги можно получить даже сквозь туман, а высокие температуры воздуха усугубляются высокой влажностью. Зимой, наоборот, стоит ясная солнечная ветреная и морозная погода (за исключением южного Сахалина, куда в это время года часто выходят снежные циклоны).
3. По сравнению с Охотским побережьем — более тёплая вода, меньшее количество дней со штормовой или туманной погодой, намного более развитая индустрия пляжного отдыха, большая плотность отдыхающих, лучшая транспортная доступность, большее разнообразие морской фауны, но меньшее в количественном отношении. На побережье Японского моря нет гигантских птичьих базаров и лежбищ ластоногих, какие имеются в Приохотье.

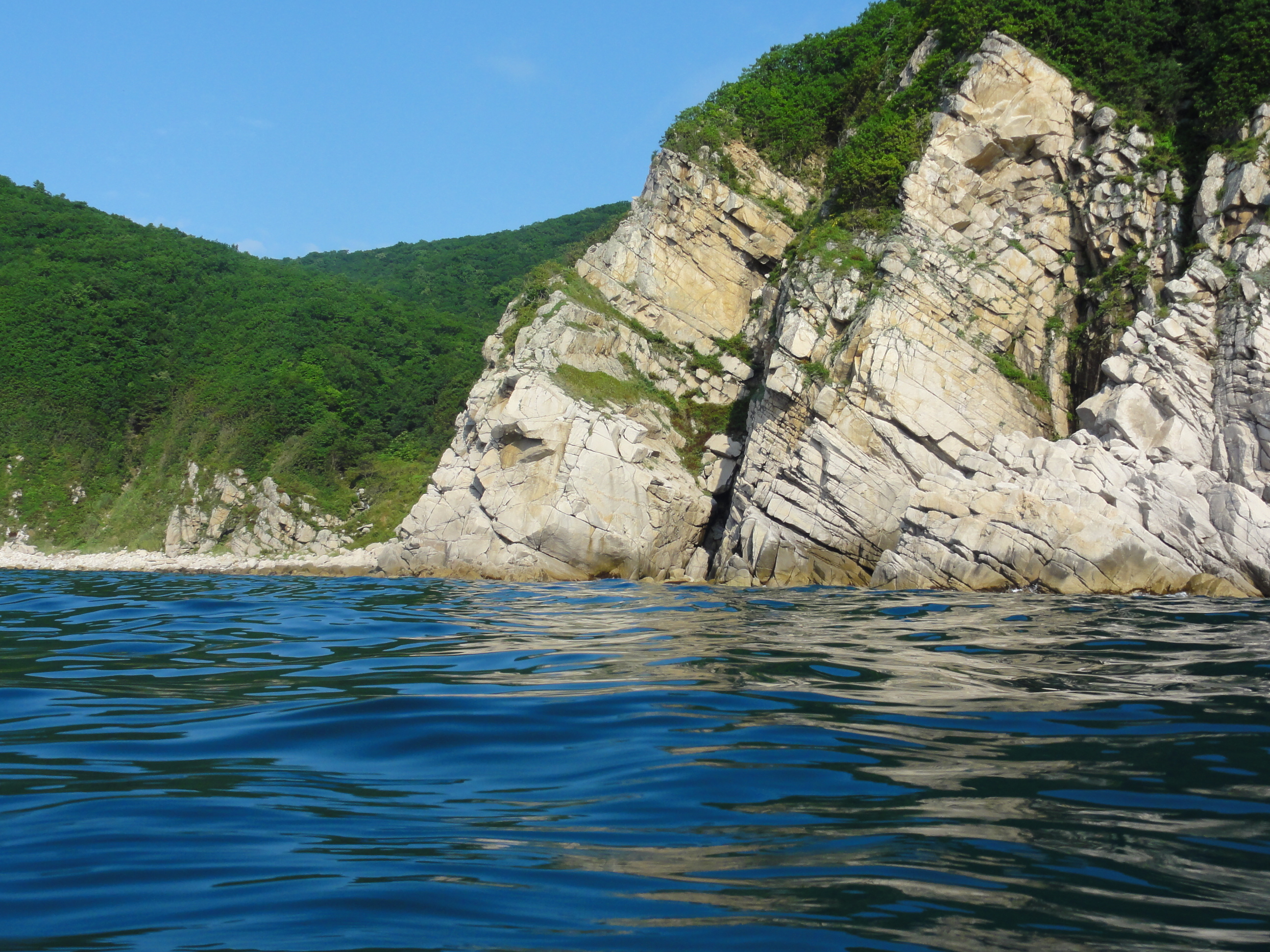
Российское побережье Японского моря

Уникальными чертами, присущими в наибольшей степени побережью Японского моря среди других российских побережий, являются:
1. Высочайшее видовое разнообразие подводной флоры и фауны, характеризующееся смешением северных и южных видов, пёстрые подводные ландшафты, высокая прозрачность воды с относительно высокой температурой, развитая индустрия подводного снаряжения делают район одним из самых привлекательных для дайвинга в России. Аналогом может являться район Южных Курил.
2. Самое южное морское побережье России, доходящее до широты 42°18’ — южнее Абхазии.
3. Несмотря на то, что находится рядом с самым большим на планете Тихим океаном, отличается очень высокой степенью континентальности климата. Наиболее сильно это проявляется в западной части заливе Петра Великого, где летний влажный и душный 36-градусный зной зимой может смениться сильными ветрами и 26-градусным морозом, а также на северо-западе Татарского пролива, где температура изменяется от +30 °C до −40 °C.

Российское побережье Японского моря подразделяется на следующие четыре участка, отличающиеся между собой по физико-географическим и экономико-географическим условиям:
1. Побережье залива Петра Великого
2. Побережье открытого моря
3. Материковое побережье Татарского пролива
4. Сахалинское побережье Татарского пролива

## Побережье залива Петра Великого

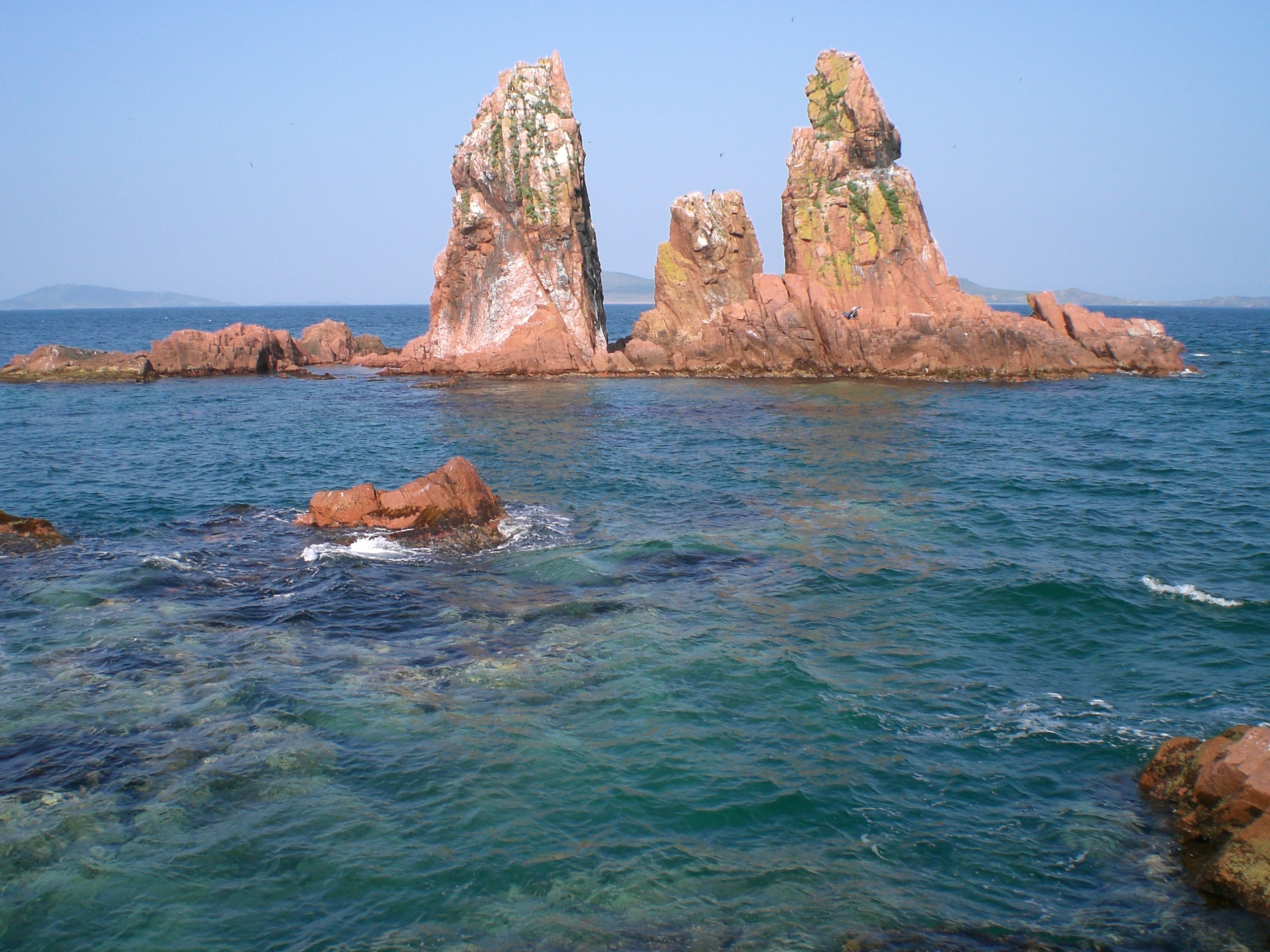
Острова Верховского в заливе Петра Великого

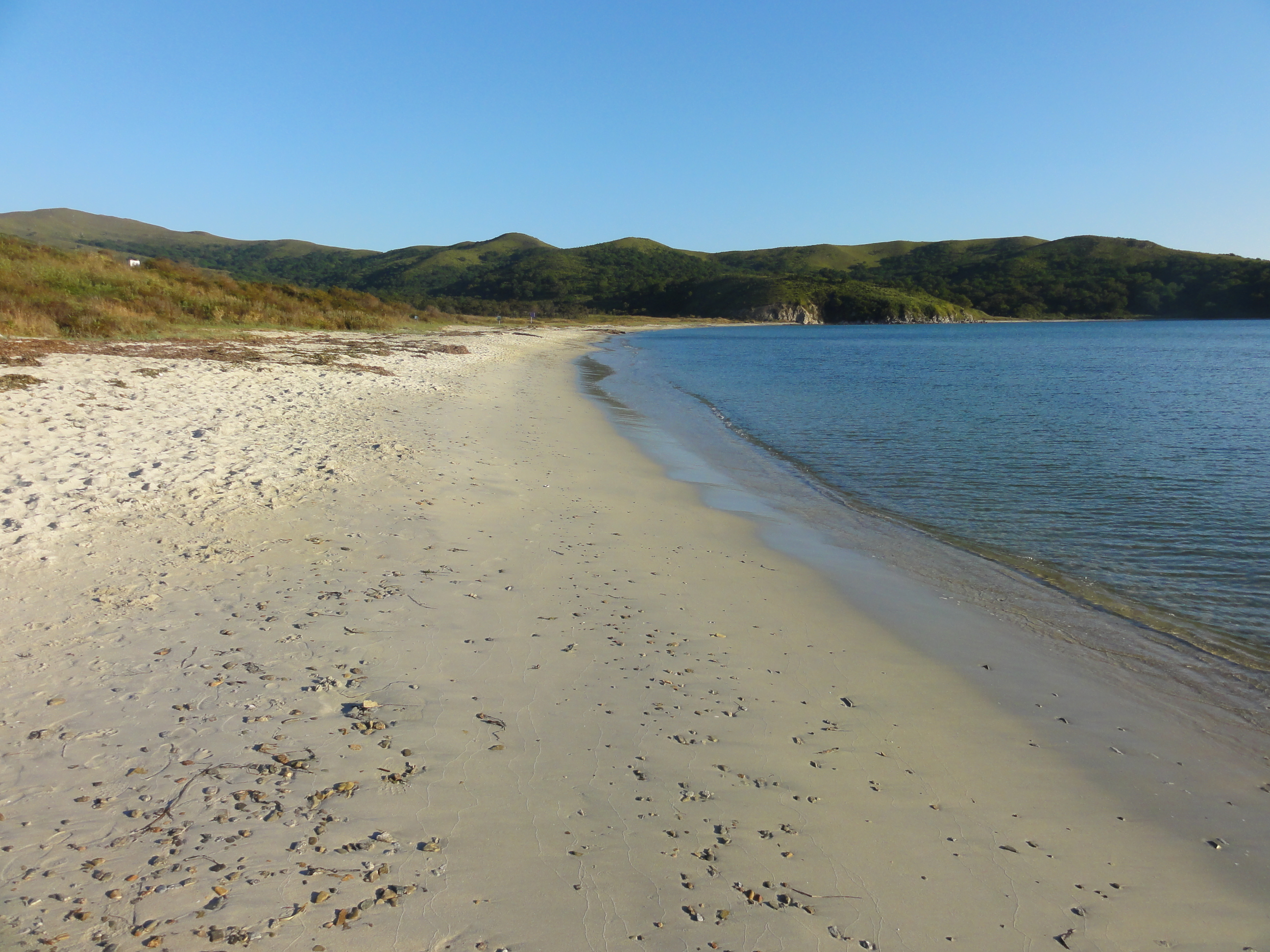
Бухта Астафьева в Дальневосточном морском заповеднике

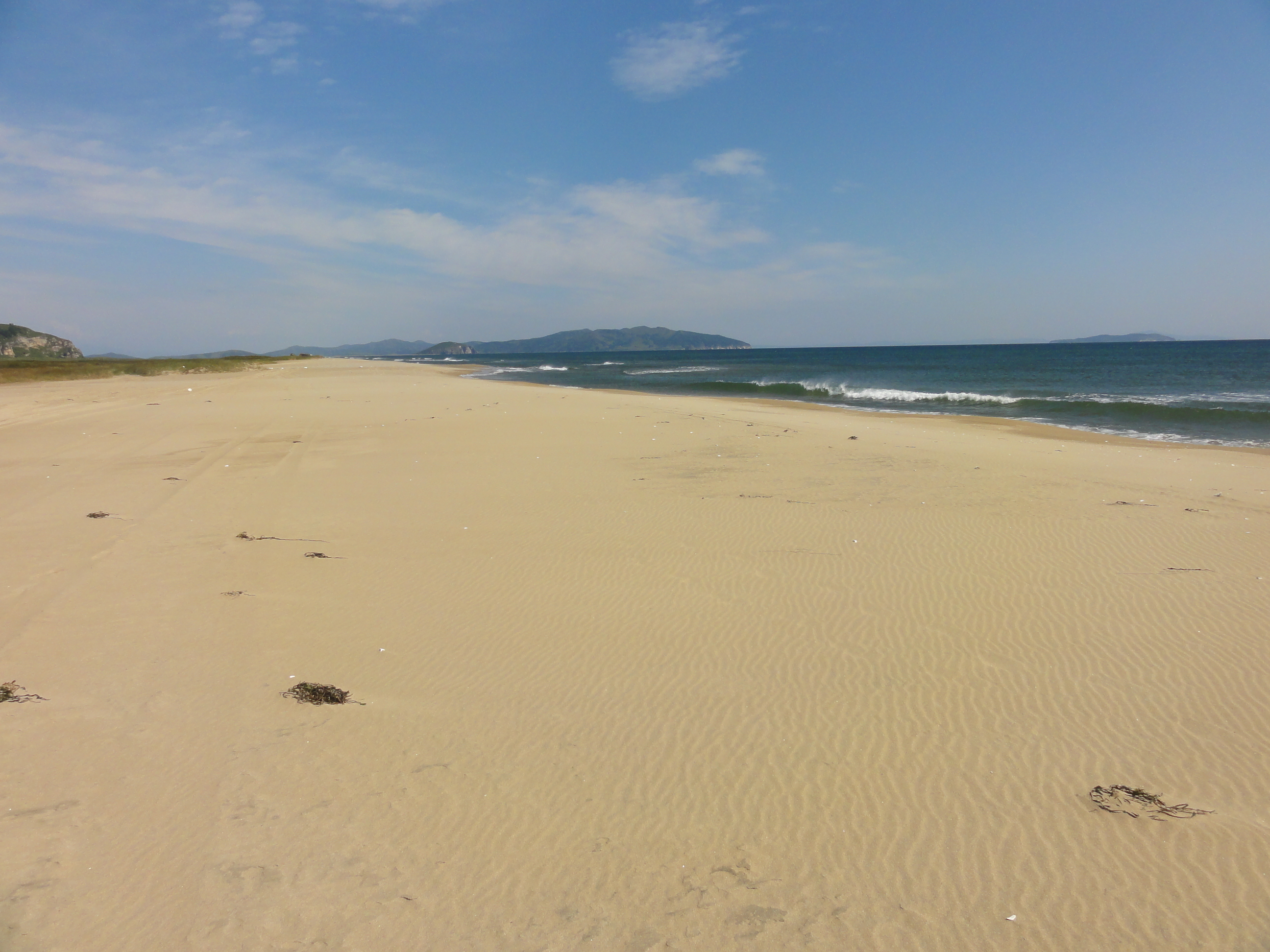
У границы с Северной Кореей. Самый южный морской пляж России

Расположено на юге Приморского края между устьем реки Туманная и мысом Поворотный в районе Находки. Характеризуется наибольшей изрезанностью береговой линии. Её протяжённость вместе с островами составляет около 1230 км, причём кратчайшее расстояние через залив всего 198 км. Высота окружающих гор колеблется от 470 м в городе Владивостоке до 1000 м на западном участке и свыше 1300 на восточном участке побережья. Высота береговых обрывов обычно не превышает 60—80 м, но достигает 300 м на острове Аскольд. Наиболее протяжённые участки аккумулятивных берегов (пляжей, речных дельт) находятся в районе устья реки Туманная, в вершинах крупных заливов. Общая длина аккумулятивных берегов составляет 320 км или 26 % протяжённости всей береговой линии. Остальные 74 % представляют собой абразионный берег — узкие каменистые пляжики вдоль береговых обрывов или отвесные скалы, омываемые морем или с полосой скальной осушки.
Наиболее тёплый по годовым температурам воды и воздуха участок российского побережья Японского моря. В вершинах мелководных, далеко вдающихся в сушу заливов температура воды может достигать +30 °C, в то время как на крайних мысах полуостровов и на островах в это же время вода не более +20—22 °C. К концу зимы толщина льда в вершинах заливов позволяет передвигаться по ним на автомобиле, в то время как на выдающихся мысах и островах море вообще не замерзает. Так же может изменяться и прозрачность воды в зависимости от конфигурации береговой линии и расположения устьев рек и населённых пунктов.
По сравнению с другими участками побережья, южный берег Приморья меньше всего покрыт лесом. Вдоль побережий протянулась полоса хорошо освоенных территорий с автомобильными и железными дорогами, населёнными пунктами, агроландшафтами. Леса в основном вторичные, состоят преимущественно из дуба монгольского и дуба зубчатого. Лишь в горах сохранились влажные листопадные леса южного типа с большим разнообразием растительности. Помимо распространённых дубняков, липовых, кленовых и ильмовых лесов, здесь произрастают амурский бархат, маньчжурский орех, граб, диморфант, реликтовая чёрная пихта — самое высокое дерево к востоку от Урала. Подлесок очень густой, многие кустарники с шипами, местами всё перевито лианами актинидии, лимонника и винограда. Сырые участки покрыты высоким папоротником, на стволах деревьев произрастают эпифиты. Непосредственно же к береговой линии лес подходит на западных участках побережья островов архипелага императрицы Евгении, на необитаемых островах Хасанского района, в гористых малонаселённых участках побережья. Но более широко распространены приморские луга с разнотравьем и отдельными дубравами. На побережье Хасанского района вдоль скалистых обрывов произрастает сосна могильная. В вершинах крупных заливов находятся низинные заболоченные берега, покрытые высокотравьем. Пляжи здесь узкие, иногда покрыты толстым слоем выброшенных на берег гниющих водорослей. Часто в таких районах находятся залежи лечебных грязей.
В прибрежных районах юга Приморья наибольшая плотность населения на всём протяжении северных и тихоокеанских морских границ России. В пяти городах и множестве сёл и посёлков здесь проживает более миллиона человек. Район является важным транспортным узлом и форпостом России вблизи развитых экономик стран Восточной Азии. Здесь находятся крупнейшие морские порты России, угольные, нефтеналивные терминалы и т. д. Собственно побережье в транспортном отношении хорошо освоено. При этом за последние 20 лет сократились объёмы пригородных перевозок железнодорожным и особенно морским пассажирским транспортом, но значительно выросло количество личного автотранспорта, а также катеров и яхт. После присоединения к Владивостоку автомобильным мостом острова Русский береговая линия города увеличилась на 120 км. Вместо экономического, приоритет пока отдан рекреационно-туристическому освоению острова. Хотя пригодных для отдыха и купания пляжей на острове сравнительно мало (около 12 км береговой линии), территория становится важным научно-образовательным и туристическим центром. Именно здесь строятся наиболее дорогостоящие объекты, такие как океанариум, научно-исследовательские институты, спортивно-рекреационные, музейные, гостиничные комплексы.
Остальное побережье залива Петра Великого в туристическом отношении наиболее часто используется как место пляжного отдыха. Почти повсеместно появились турбазы, въезд и стоянка на крупных пляжах платная. Пляжи, как правило, песчаные. Протяжённость побережий, используемых для пляжного отдыха, около 180 км (около 15 % всей береговой линии), остальное — скалистые берега, городские территории, порты, промзоны, объекты Минобороны (полигоны), фермы марикультуры, территории и акватории заповедников. На обращённых к югу пляжах, не прикрытых со стороны открытого моря островами, иногда образуются высокие крутые волны. Таковыми являются пляжи в бухте Рифовая (близ Ливадии) и бухте Лазурная (Шамора). Самая тёплая вода и наибольшая продолжительность купального сезона — в закрытых, глубоко вдающихся в сушу бухтах. Но следует учесть, что при высокой температуре воды в море могут появиться такие тропические виды, как акулы, рыба фугу, ядовитые медузы. На нескольких популярных пляжах имеются кафе, дискотеки, водные аттракционы, прокат спортивного снаряжения. На побережьях залива Петра Великого распространён виндсёрфинг, кайтсёрфинг, вдоль береговых обрывов иногда парят парапланеристы, к необитаемым островкам на катерах отправляются дайверы и рыбаки. Среди всех остальных участков тихоокеанского побережья России испытывает наибольшую рекреационную нагрузку.
В пригороде Владивостока (остановки электропоезда Садгород, Спутник, Океанская, Санаторная, Седанка) расположены дома отдыха, санатории, детские летние оздоровительные лагеря. На курорте «Садгород» для лечения больных используются морские грязи.

## Побережье открытого моря

Бухта Спокойная, недалеко от мыса Поворотный

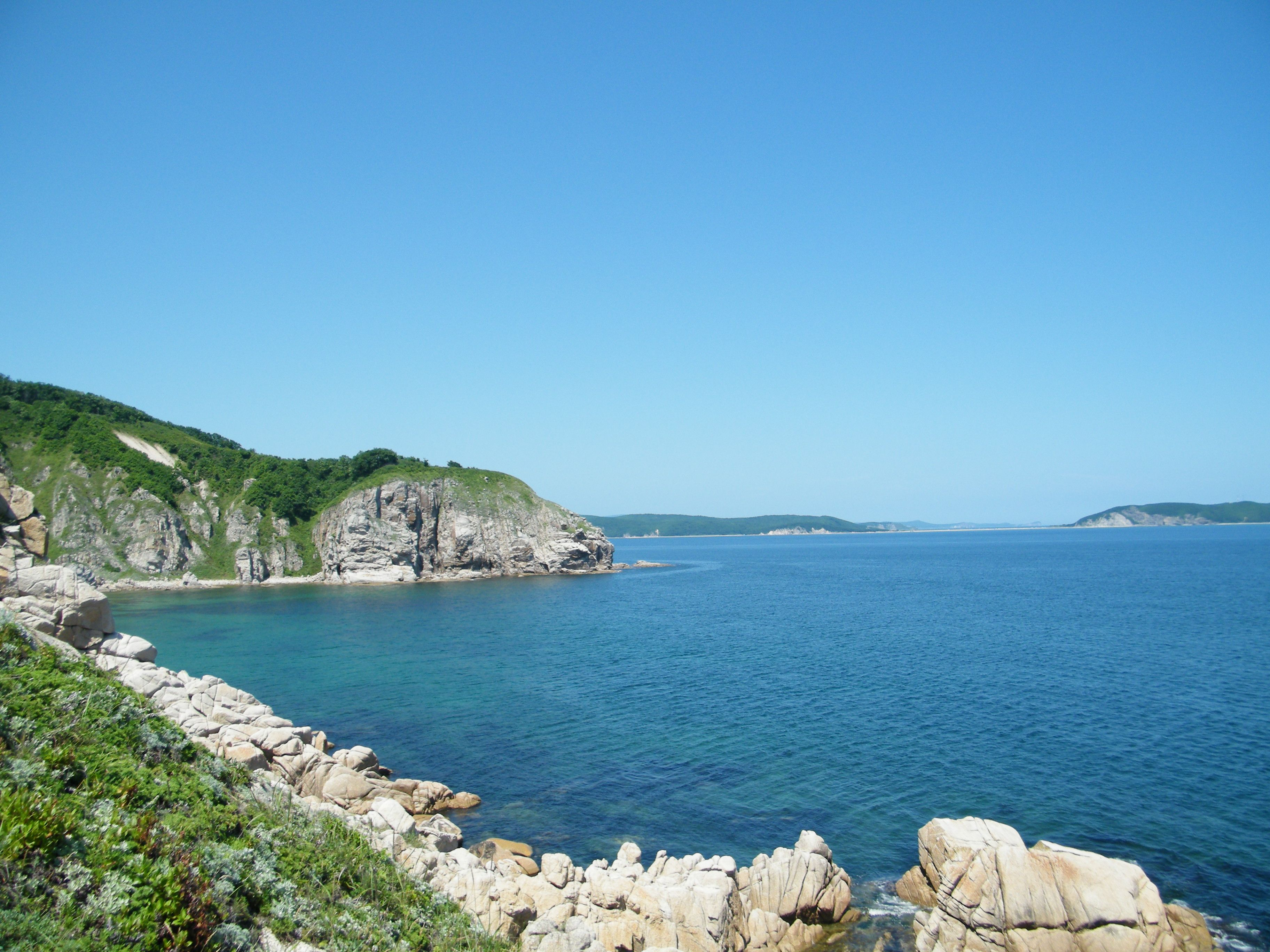
Залив Владимира, вид на полуостров Балюзек

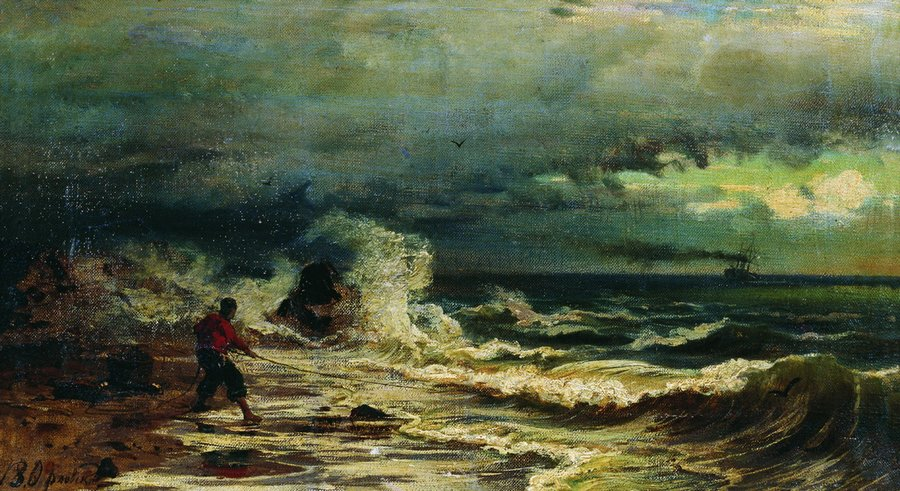
Валунные пляжи

Восточное побережье Приморского края

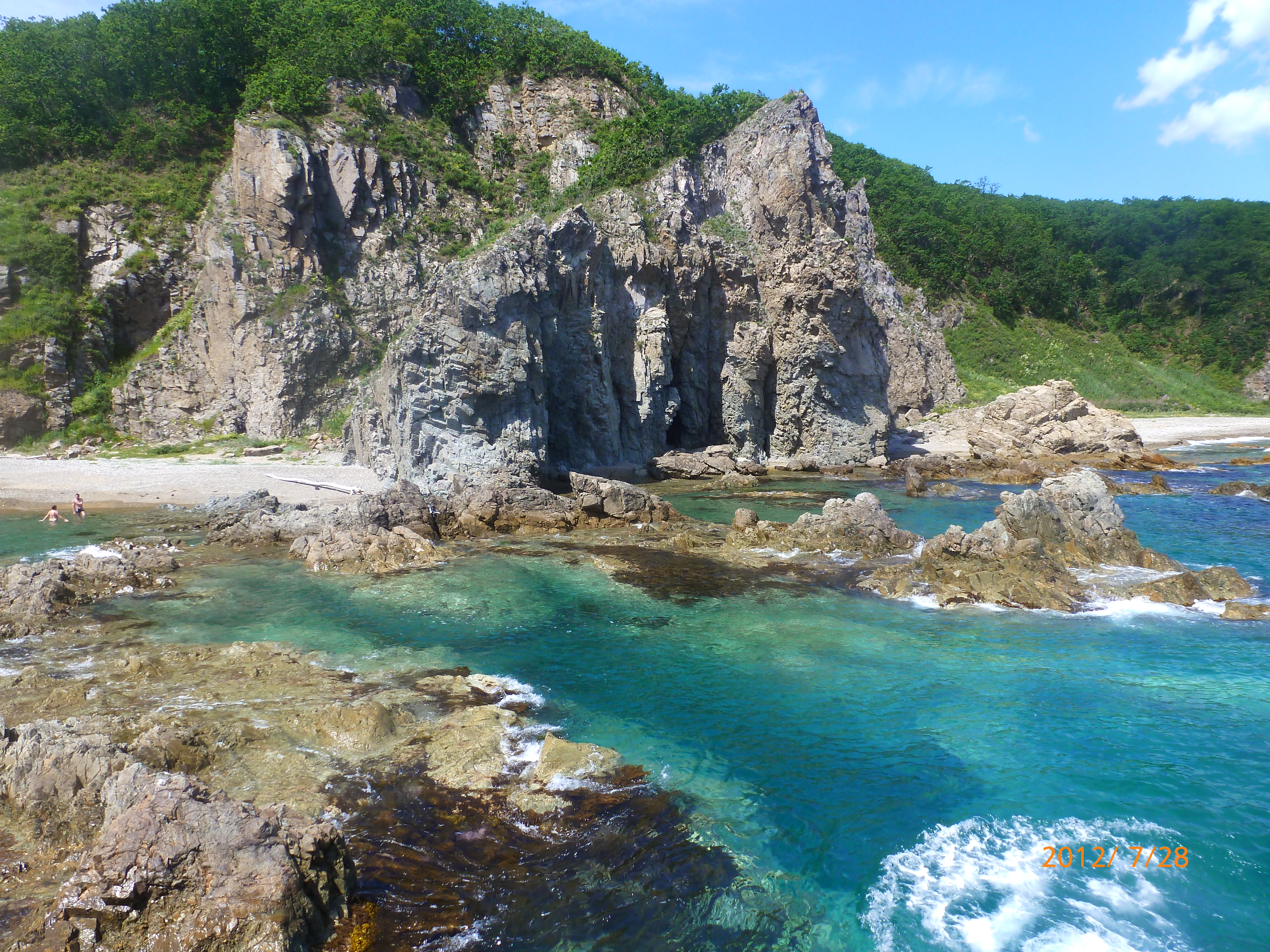
Восточное побережье Приморья

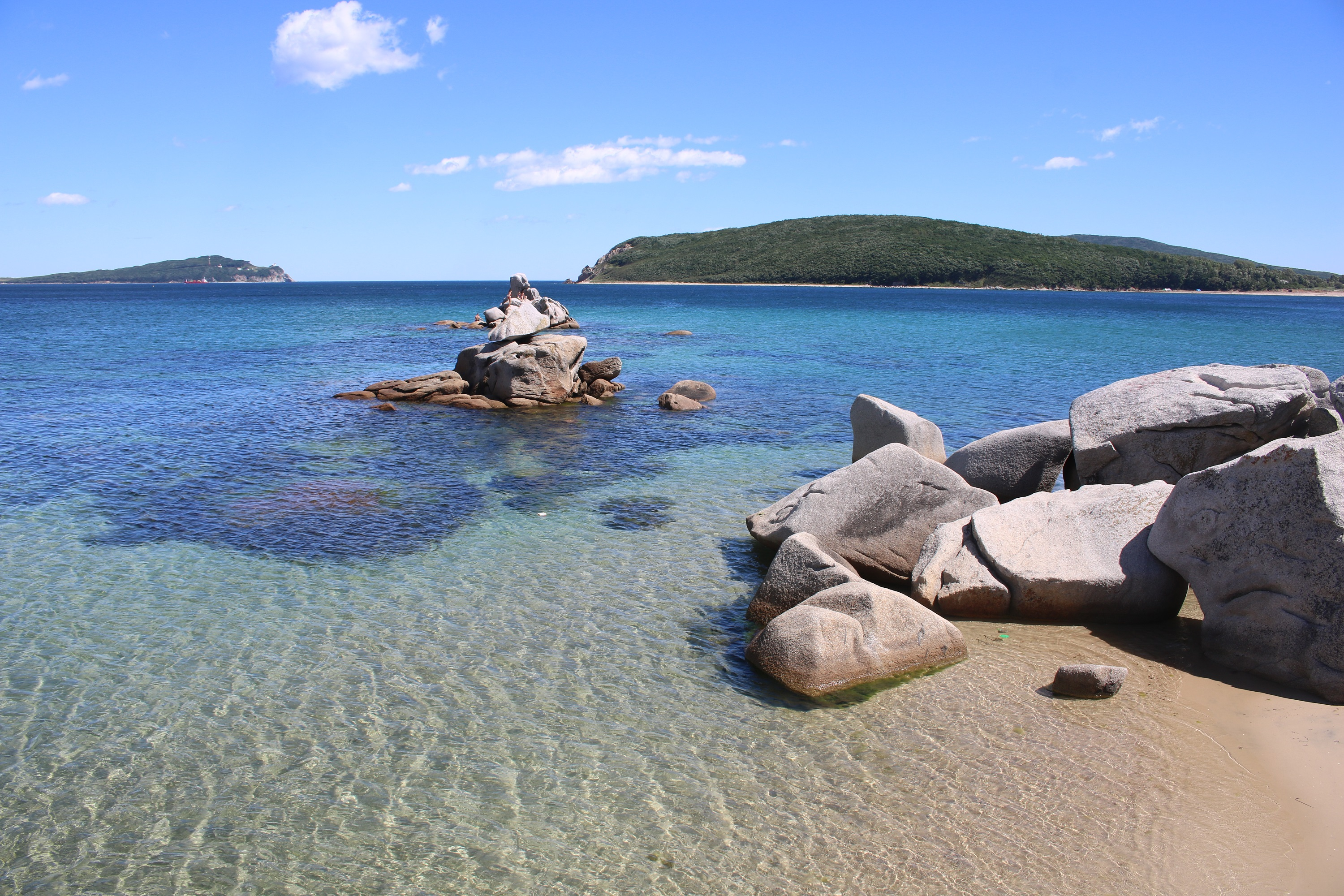
Залив Владимира, бухта Западная

Расположено на востоке Приморского края, между мысом Поворотный на юге и мысом Белкина у посёлка Амгу на севере. Берег изрезан слабо, глубоко вдающихся в сушу заливов мало, вдоль всего побережья тянутся высокие скалистые обрывы. Протяжённость береговой линии 740 км. Горы с отметками более 1200 м подступают к береговой линии не ближе 20 км, отметки у самого берега обычно не превышают 800 м, но скальные обрывы на нескольких участках побережья достигают высоты 400 м. Долины горных рек узкие, в их устьях располагаются песчаные, галечниковые и валунные пляжи. Их общая протяжённость составляет 100—110 км или 14 % береговой линии. Остальные 86 % — труднопроходимые берега с узкими валунными и глыбовыми пляжами вдоль скальных обрывов, прерывающиеся участками «непропусков», где отвесные скалы омываются глубокой водой. Из-за высокой абразионной активности моря, здесь часто можно встретить волноприбойные ниши, гроты, арки, кекуры.
По сравнению с побережьем Южного Приморья, восточное побережье открытого моря несколько холоднее и менее контрастное по температурам. С севера на юг проходит холодное Приморское течение, заметно понижающее температуры весной и в первую половину лета. В июне, когда на большей части материкового Приморья температуры воздуха достигают +30 °C, в узкой прибрежной полосе наблюдается контрастная температурная инверсия. Вершины сопок уже покрыты густой зеленью, а в устьях распадков, у самого берега лес стоит ещё голый. В июле ещё часты туманы и морось, но при этом температура воздуха и воды постепенно повышается. Пик тёплого времени года на восточном побережье приходится на первую половину августа, когда температура воды повышается до +18—20 °C, в заливе Владимира до +25 °C. При этом, вследствие открытости побережья и свободного водообмена, температура воды может изменяться очень значительно. При северо-западных отжимных ветрах даже в августе вода может охладиться до +10—12 °C, а в начале октября, при юго-восточном нагонном ветре, подняться до +16—18 °C. Всю зиму море остаётся полностью свободным ото льда, только в самых закрытых заливах Ольги и Владимира может образоваться полоса припая. Невысокий хребет Сихотэ-Алинь (менее 2000 м) не может полностью препятствовать проникновению холодных воздушных масс из Восточной Сибири, тем не менее, он является некоторым барьером. Кроме того, благодаря радиационному переносу тепла с обширного водного пространства открытого моря, температура воздуха в прибрежной полосе примерно на 12 градусов выше, чем в сотне километров к западу, в континентальной части Приморского края. По этим же причинам зимой на Восточном побережье даже несколько теплее, чем в районе Владивостока.
В открытую часть моря впадают небольшие горные реки. Солёность воды лишь на 3—4 промилле ниже океанической. Прозрачность воды зимой очень высока, летом она несколько снижается после прохождения тайфунов, но впоследствии быстро очищается. На этом участке российского побережья Японского моря обычен сильный накат. Даже в штилевую погоду из открытого моря продолжает идти зыбь. Вследствие того, что берег везде приглубый, даже в сильные штормы гребни волн опрокидываются только у самого берега. Там, где обрывы сложены прочными массивными горными породами, из их обломков формируются своеобразные валунные пляжи. В некоторых местах штормовыми волнами намывает пляжи в несколько метров высотой, состоящие из круглых валунов («окатышей») размером с баскетбольный мяч. Когда волнение усиливается, кромка пляжа обрушается и валуны начинают перемещаться волнами. Возникает утробный гул, слышимый за несколько километров от берега.
Густые леса распространены повсеместно и подступают вплотную к обрывистым берегам. Лишь в приустьевых частях рек произрастают луговые растительные сообщества. Нередко через всю долину в устье реки, морем намыт высокий галечниковый барьер, препятствующий стоку воды, и тогда за пляжем образуются озёра или заболоченные участки. На самом побережье лес преимущественно состоит из дуба с небольшой примесью кедра. По мере продвижения в горы, возрастает видовое разнообразие, появляются ясень, липа, клён, бархат, маньчжурский орех, в подлеске появляются густые кустарники, перевитые лианами. Выше в горах произрастают кедровые, елово-берёзовые, лиственично-берёзовые, елово-пихтовые леса, на вершинах сменяющиеся горными тундрами и курумами. Курумы (скальные осыпи) обычны и в нижнем поясе гор. В северной части побережья они могут спускаться к самому морю. Курумы могут обрамлять не только «северные» стланиковые заросли, но и леса южного типа, с лианами, колючими кустарниками.
Вдоль скалистых берегов на глубинах до 15—20 м обычны густые заросли ламинарии и зостеры. После штормов на некоторых участках побережья образуются валы из выброшенных водорослей. На каменистых и скалистых мелководьях опасно ходить босиком — дно бывает густо усеяно морскими ежами.
В полосе от водораздела Сихотэ-Алиня до берега моря, вдоль восточного побережья Приморья проживает 100 тысяч человек. Вдоль всего рассматриваемого участка побережья, от Находки до пос. Амгу проходит грунтовая, частично асфальтированная дорога. Из-за сложного рельефа, к самому берегу она подходит лишь в нескольких местах. Несмотря на открытость побережья, имеется 4 хорошо укрытых гавани, в которых оборудованы причалы для морского флота. Кроме них, есть 6 портпунктов, где могут базироваться суда с небольшой осадкой. Основа экономики — горно-химическая, горно-металлургическая и лесная промышленность. Кроме того, большую роль играет рыболовство и добыча морских биоресурсов.
В туристическом отношении наиболее освоены пляжи в районе города Находка. Почти во всех бухтах имеются турбазы. Побережье здесь изрезано небольшими бухтами и заливами, везде имеются песчаные пляжи. Песок некоторых из них белый, кварцевый, образован из выветрелых лейкократовых гранитов. Дальше на север побережье становится более суровым. Песчаные пляжи сменяются песчано-галечниковыми, температура воды понижается. Лишь в закрытом со всех сторон заливе Владимира, расположенном в 250 км севернее, условия напоминают Южное Приморье — тёплая вода, песок, изрезанные берега и большие скопления палаток и автомобилей. Помимо выше перечисленных, имеется ещё несколько песчаных пляжей с турбазами и большими палаточными городками, но омываются они водами открытого моря. Ещё дальше на север, за 300 км от мыса Поворотный, пляжи галечниковые и каменистые, тем не менее и они бывают плотно заставлены палаточными городками из-за их небольших размеров, не позволяющих разместиться всем желающим. В 500—600 км к северу от мыса Поворотный берега обычно пустынны из-за холодного моря, короткого купального сезона, труднодоступности и удалённости от населённых пунктов.

В целом, несмотря на более суровые климатические условия, худшую транспортную доступность и отсутствие сервиса, побережье открытого Японского моря привлекает значительное число туристов. Относительно пустынное, но при этом довольно комфортное для автономного проживания в палатках, побережье само по себе представляет самостоятельный уникальный рекреационный ресурс.

## Материковое побережье Татарского пролива

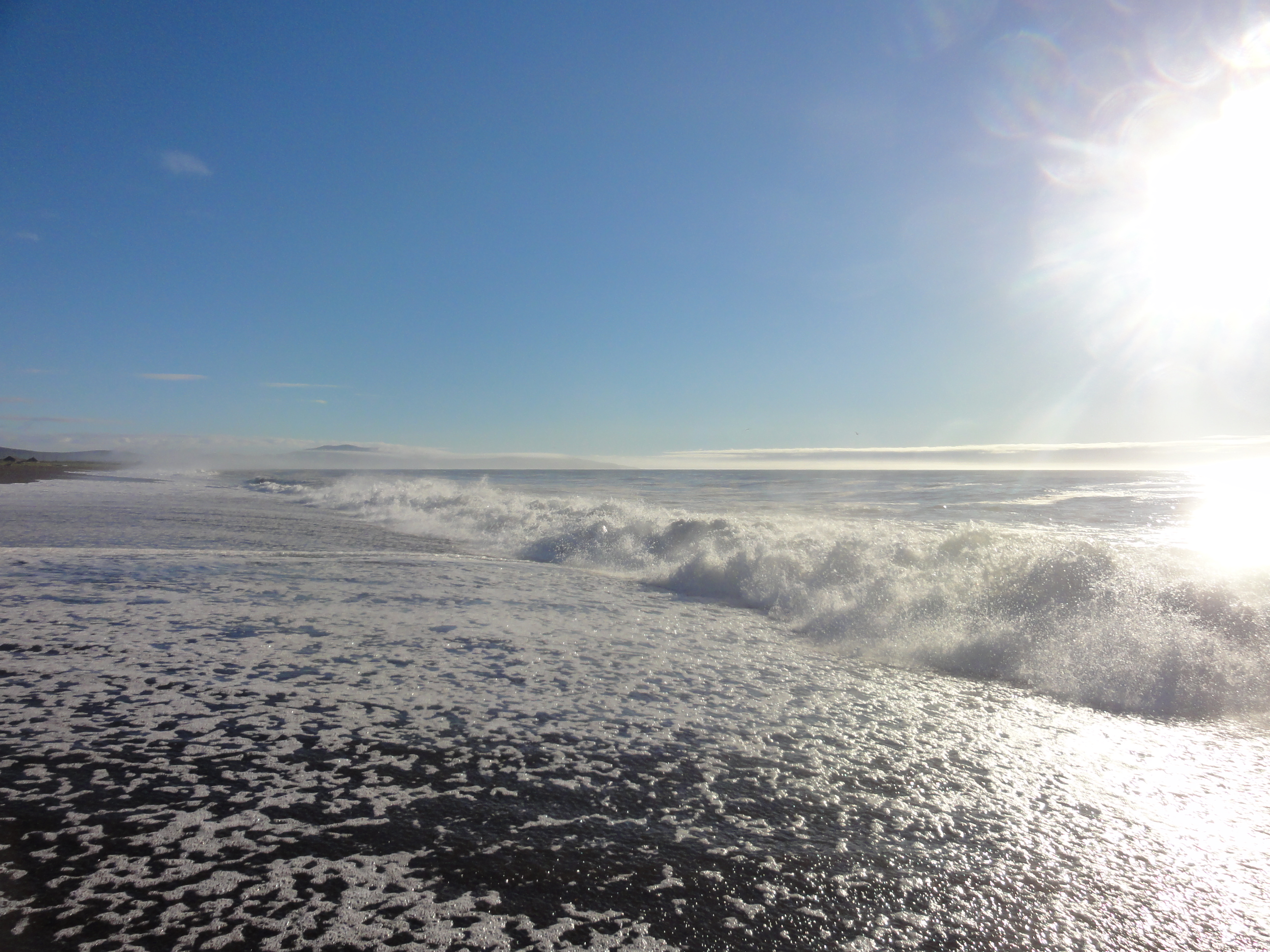
50-километровый пляж на севере Приморского края, так называемое Самаргинское взморье

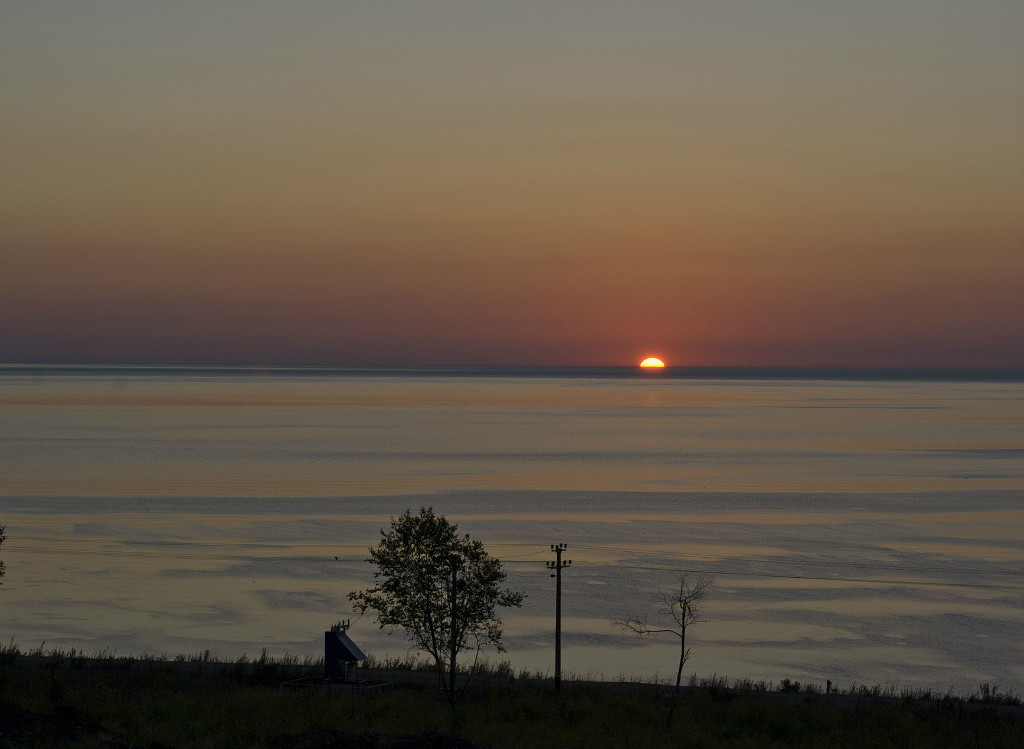
Солнце встаёт со стороны о. Сахалин

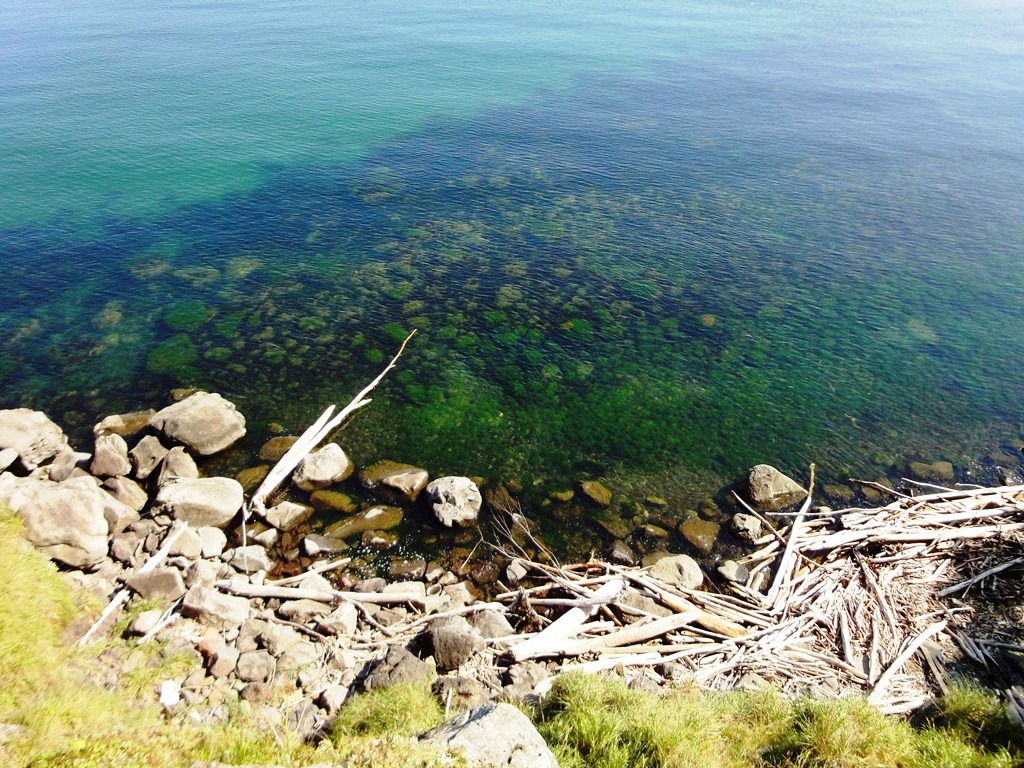
Берег зачастую обрывистый

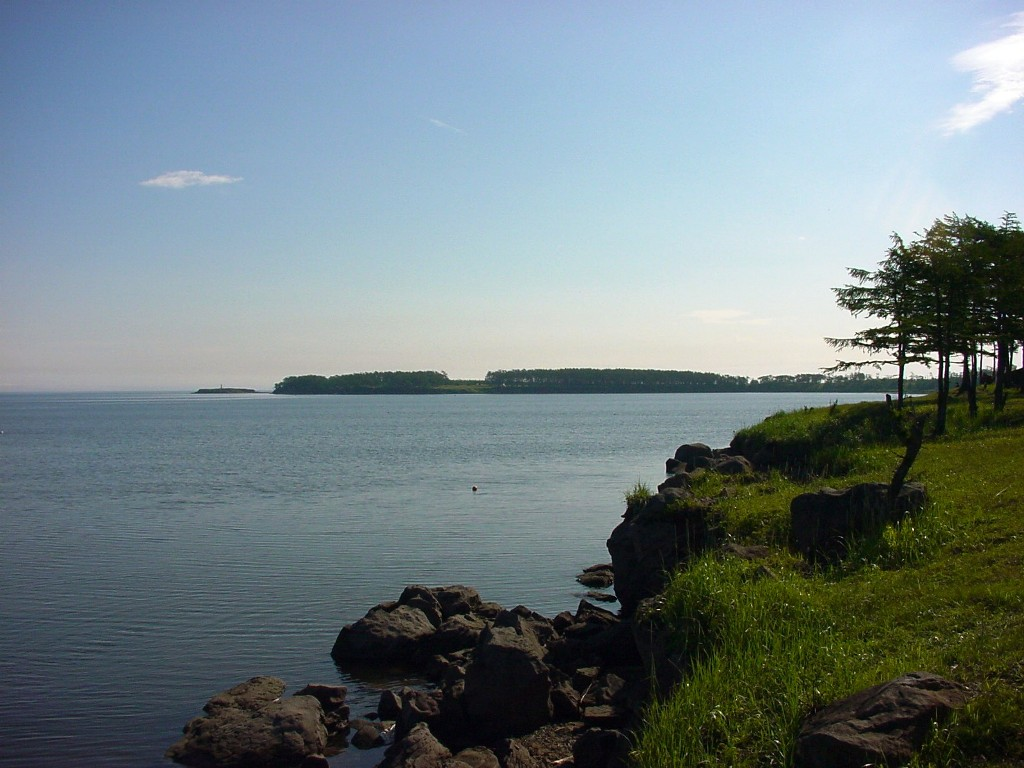
Море…

Расположено на северо-востоке Приморского края (220 км от мыса Белкина до мыса Туманного) и юго-востоке Хабаровского края, от мыса Туманного до пролива Невельского. Общая протяжённость участка — 1070 км. Вдоль всего участка, за исключением крайней северной части, к побережью выходят отроги Сихотэ-Алиня. Отметки более 1000 м над уровнем моря не подступают к берегу ближе, чем на 20 км. Рельеф похож на расположенный южнее участок побережья открытого Японского моря. У самого берега имеются сопки высотой 600—800 м, скальные обрывы местами достигают 300 м, но относительно много и низких участков побережья, с длинными галечниковыми пляжами. Например, в районе впадения реки Самарга, на протяжении 50 км горы отступают от берега на несколько километров. Другой особенностью рельефа являются обширные базальтовые плато, располагающиеся к северу от посёлка Светлая и северо-западнее города Советская Гавань (Советско-гаванское нагорье, протяжённостью около 70 км). Они плавно понижаются к Татарскому проливу и заканчиваются на побережье отвесными обрывами. Ещё одной особенностью побережья являются полосы осушки. Они встречаются в северной узкой части Татарского пролива, где по сравнению с открытым морем возрастают величины приливов. Общая протяжённость абразионных берегов составляет около 860 км, аккумулятивных — 210 км.
На юге участка ещё встречаются участки дубняков по южным склонам, но севернее посёлка Светлая ареал южных видов растений к побережью не выходит, отодвигаясь в среднее течение рек. Для западного побережья Татарского пролива более типична елово-берёзовая тайга, местами с кедром и лиственницей.
По мере продвижения на север, к Амурскому лиману, солёность и прозрачность воды уменьшается. Север Татарского пролива — наиболее ледовитая акватория всего Японского моря. К концу зимы вдоль побережья образуется широкая полоса припая, для кораблей требуется ледокольная проводка. Летом вода в бухтах прогревается до +16 °C. Климатические условия на этом участке побережья очень контрастны.
На побережье проживает менее 100 тыс. человек. Имеются небольшой портовый город Советская Гавань (численность населения около 25 тыс. человек) на берегу одноимённого залива и населённые пункты — посёлок городского типа Ванино (15 тыс. человек), пгт Заветы Ильича (8,5 тыс. человек), Октябрьский (6 тыс. человек), Де-Кастри (3 тыс. человек), Майский (2,5 тыс. человек), Токи (2 тыс. человек), Светлая (800 человек), село Амгу (760 человек), село Датта (650 человек). Наиболее обжитыми и развитыми в экономическом отношении являются населённые пункты Ванинского и Советско-Гаванского районов, расположенные в непосредственной близости от райцентров и образующие единственную на материковом побережье Татарского пролива городскую агломерацию — севернее её вдоль побережья, до самого п. Де-Кастри нет ни одного постоянного населённого пункта (порядка 250 км). В агломерации имеется достаточно развитая городская инфраструктура и все виды транспорта (морской, железнодорожный, авиационный, включая регулярное автобусное сообщение с г. Хабаровском). Основа экономики — перевалка железнодорожных грузов в портах, лесная и рыбная промышленность. В Де-Кастри работает нефтеналивной терминал.
Необходимо отметить, что в советские годы на побережье было значительно больше населения и населённых пунктов вообще, а с приходом рыночной экономики (и сокращением Вооружённых сил в частности) численность населения значительно упала и неуклонно сокращается до сих пор. На побережье можно встретить немало брошенных объектов различного характера и оставленных посёлков. Например, в 170 километрах на юг от г. Советская Гавань (по побережью) имеется брошенный п. Нельма, в котором в советские годы проживало до полутора тысяч жителей и имелся крупный рыбоперерабатывающий комбинат, имелись больница, школа-десятилетка, магазины, клуб и даже был свой аэропорт. Сейчас на побережье у Нельмы дурная репутация — брошенный посёлок с готовыми причалами и жильём давно уже стал прибежищем браконьеров всех мастей. Среди рассматриваемых четырёх участков Российской части побережья Японского моря — материковый берег Татарского пролива самый суровый в климатическом отношении, для купания он почти не используется. Вследствие невысокой плотности населения и редкости автодорог, удалённости от крупных городов, здесь во множестве сохранились первозданные ландшафты, привлекающие экотуристов и туристов-экстремалов. Из наиболее известных туристических объектов можно упомянуть остров Токи и другие труднодоступные участки побережья с самыми крупными в Японском море лежбищами ластоногих, геологические памятники природы — скалистые уступы мыса Боэна, окаменевшие деревья в бухте Сизиман и др. Среди любителей подлёдного лова широко известен залив Чихачёва у посёлка Де-Кастри.
Реки на побережье
Приморский край (от мыса Белкина до административной границы Приморского и Хабаровского краёв):
Амгу, Рыбная, Большая Тёплая, Живописная, Зайцев, Моховая, Максимовка, Соболевка, Сенокосная-1, Сенокосная-3, Кузнецова, Алента, Бурливая, Малый Супер, Каменка, Бобкова, Светлая, Нижняя Пленница, Пея, Ахами, Кабанья, Кюма, Распад, Малая Кюма, Венюковка, Чёрная Речка, Единка, Лазаревский Ключ, Единка, Назаровка, Самарга, Самарга-2, Тохтинка, Жёлтая.
Хабаровский край (от административной границы Приморского и Хабаровского краёв до пролива Невельского):
Неми, Птичья, Буй, Демби, Туманная, Нельма, Быстрая, м. Кольда, б. Кольда, Кармаи, Дударев, Нелов, Васильева речка, Ботчи, Матвеевка, Степанова Речка, Пуна, Аджима, Эс, Начага, Иванушкин Ключ, Успенье, Аку, Сойка, Копка, Пудя, Коппи, Андрея, Бячя, м. Пучи, б. Пучи, Лентоко, Гыджу, Большая Окоча, Большой Эгге, Большая Хадя, ГПУ, Май, Толка, Чум, Чистоводная, Мучке, Ая, Токи, м. Дюанка, б. Дюанка, Тумнин, Улике, Чумка, Гыму, Быки, Аукан, б. Тося, м. Тося, Таёжница, Медвежья, Путная, Серебряная, Зимовье, Сергей, Чапчаны, Вторая Речка, б. Сизиман, м. Сизиман, Загорского, Крутов, Крестовая, Дуй, Огородникова, Гадалов, Тигиль, б. Сомон, Татарка.
А также большое количество ручьёв и небольших рек без названия.

## Сахалинское побережье Татарского пролива

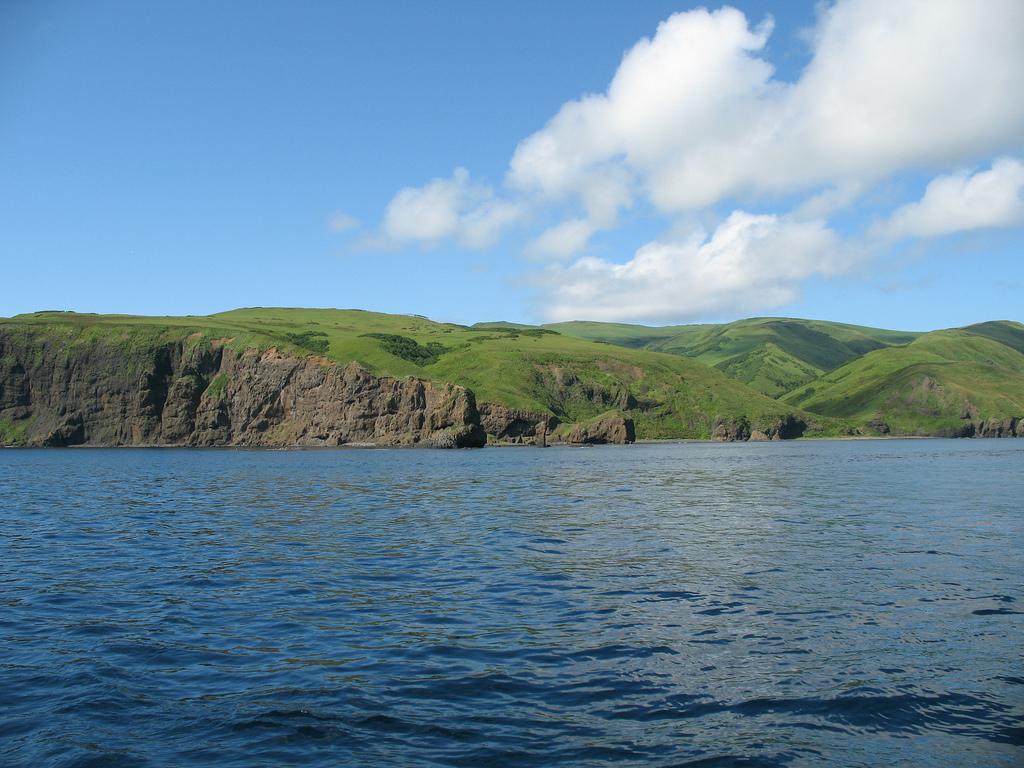
Побережье острова Монерон

Протяжённость западного побережья острова Сахалин, от пролива Невельского до мыса Крильон (с побережьем острова Монерон) составляет 860 км.